# Vaj (film)
A Vaj (eredeti cím: Butter) 2011-ben bemutatott amerikai filmvígjáték, melyet Jim Field Smith rendezett. A főbb szerepekben  Yara Shahidi, Jennifer Garner, Ty Burrell, Olivia Wilde, Rob Corddry, Ashley Greene, Alicia Silverstone és Hugh Jackman látható.
Az Amerikai Egyesült Államokban 2012. október 5-én jelent meg a The Weinstein Company forgalmazásában.

## Szereplők
| Színész            | Szerep              | Magyar hang        |
| ------------------ | ------------------- | ------------------ |
| Jennifer Garner    | Laura Pickler       | Kisfalvi Krisztina |
| Ty Burrell         | Bob Pickler         | Rosta Sándor       |
| Olivia Wilde       | Brooke              | Bánfalvi Eszter    |
| Ashley Greene      | Kaitlin Pickler     | Csuha Borbála      |
| Alicia Silverstone | Jill Emmet          | Huszárik Kata      |
| Hugh Jackman       | Boyd Bolton         | Haás Vander Péter  |
| Yara Shahidi       | Destiny             | Károlyi Lili       |
| Rob Corddry        | Ethan Emmet         | Zöld Csaba         |
| Kristen Schaal     | Carol-Ann Stevenson |                    |
| Corena Chase       | Mrs. Schram         |                    |